# Eure-et-Loir
Eure-et-Loir (/œʁeˈlwaʁ/) è un dipartimento francese della regione Centro-Valle della Loira (Centre-Val de Loire). Confina con i dipartimenti dell'Eure a nord, degli Yvelines a nord-est, dell'Essonne a est, del Loiret a sud-est, del Loir-et-Cher a sud, della Sarthe a sud-ovest e dell'Orne a ovest.
Le principali città, oltre al capoluogo Chartres, sono Châteaudun, Dreux e Nogent-le-Rotrou.